# Liste d'émetteurs radio par pays

## Allemagne
- Émetteur d'Aholming
- Émetteur de Burg
- Émetteur de Donebach
- Émetteur d'Europe 1
- Émetteur de Zehlendorf
- Émetteur de Trier
- Émetteur de Hambourg-Billstedt
- Émetteur de Golm

## Finlande
- Émetteur Lahti

## France
- Émetteur d'Allouis
- Émetteur de Roumoules (RMC).
- Émetteur de Traînou

## Luxembourg
- Émetteur de Dudelange
- Émetteur de Junglinster (RTL).

## Nouvelle-Zélande
- Sky Tower

## Pologne
- Émetteur de Heilsberg
- Émetteur de Raszyn
- Émetteur de Solec Kujawski

## Royaume-Uni
- Emley Moor
- Émetteur de Belmont
- Émetteur de Burghead
- Émetteur de Droitwich
- Émetteur de Westerglen

## Suisse
- Émetteur de Sottens